# Einar Eriksson
Einar Sven Axel Eriksson (Ljusdal, 20 ottobre 1921 – Enköping, 5 agosto 2009) è stato un sollevatore svedese medagliato mondiale ed europeo, che ha gareggiato nella categoria dei pesi piuma.

## Carriera
Militò nel Sundbybergs TK, e fu per nove volte campione svedese, nel 1948, 1949, 1950, 1951, 1952, 1954, 1955, 1956 e 1957.
Ai campionati mondiali del 1953 vinse il bronzo nella classe dei pesi piuma. Conquistò anche due medaglie di bronzo agli europei del 1950 e 1953. Partecipò inoltre ai Giochi olimpici di Helsinki nel 1952, dove si piazzò diciassettesimo.